# Либакова-Ливанова, Марина Валерьевна
Марина Валерьевна Либакова-Ливанова (30 мая 1952, Горький — 28 октября 2018, Москва) — советская и российская актриса театра и кино, телережиссёр, телерадиоведущая и диктор, педагог, поэтесса.

## Биография
Родилась 30 мая 1952 года в г. Горьком. В 1969 году окончила среднюю общеобразовательную школу № 33 Нижегородского района г. Горького. В 1974 году окончила факультет истории и английского языка ГГПИ им. Горького по специальности «преподаватель истории, обществоведения, истории на английском, английского языка», в 1978 году — актёрский факультет Высшего театрального училища имени Б. В. Щукина при Государственном академическом театре им. Евгения Вахтангова по специальности «артистка драмы, кино и эстрады» (курс А. Г. Бурова) с «красным» дипломом, после чего по приглашению П. Н. Фоменко с 1978 по 1981 год работала в Ленинградском театре комедии, откуда перешла в Ленинградский театр эстрады и миниатюр Аркадия Райкина.
Получила золотую медаль и первую премию на международном конкурсе чтецов им. Яхонтова.
Окончив Институт повышения квалификации для работников телевидения и радио (специальность — «диктор телевидения»), с 1986 по 1998 год работала ведущей, автором программ и режиссёром на Нижегородской областной телерадиокомпании ННТВ; руководителем творческого объединения «Музей друзей» Нижегородской областной студии телевидения.
В 1997 году она победила в конкурсе «Вся Россия» в номинации «Лучшая ведущая». Создатель и первая ведущая независимой нижегородской радиостанции «Радио Рандеву», первая исполнительница и автор композиции «Проза о транссибирском экспрессе и маленькой Жанне Французской» Блеза Сандрара.
Марина Ливанова — один из инициаторов и ведущая 1-го фестиваля «Русское искусство и мир» имени Андрея Сахарова.
С 2000 года — педагог кафедры философии, истории и теории культуры (русский язык и культура речи) Театрального института имени Бориса Щукина; преподаватель техники речи и ораторского искусства в Высшей школе экономики; педагог по светскому, деловому и историческому этикету в Театральном колледже Олега Табакова; артистка театра «Arcadia-театр».
Скончалась в хосписе после продолжительного онкологического заболевания на 67-м году жизни 28 октября 2018 года. Похоронена на Аксиньинском кладбище в Подмосковье.

## Семья
Отец — Валерий Вениаминович Либаков-Ливанов (1926—2010), инженер-конструктор, филателист, нумизмат.
Мать — Маргарита Трофимовна Либакова-Ливанова (1923—2009), закончила Горьковский педагогический институт.
Бабушка — Александра Дмитриевна Яговкина (1902—1996), первый главный врач Горьковского госпиталя ветеранов войн.
Дедушка — Николай Петрович Сергеев (второй муж Александры Дмитриевны) (1912—1977), инженер.
Младший брат — Александр Валерьевич Либаков-Ливанов (1958—2000).

## Фильмография
| Год  |   | Название                            | Роль                    |
| ---- | - | ----------------------------------- | ----------------------- |
| 1976 | ф | Стажёр                              | эпизод                  |
| 1976 | ф | Принцесса на горошине               | вторая принцесса        |
| 1978 | ф | Дуэнья                              | Леонора                 |
| 1979 | ф | Вижу цель                           | Зоя Архипова, жена Саши |
| 1979 | ф | Отец Сергий                         | эпизод                  |
| 1981 | ф | Сказку эту поведаю теперь я свету…  | Наина                   |
| 1981 | ф | Две строчки мелким шрифтом          | революционерка Степная  |
| 1982 | ф | Баллада о доблестном рыцаре Айвенго | Ревекка (нет в титрах)  |
| 1991 | ф | Враг народа Бухарин                 | Надежда Аллилуева       |
| 1993 | ф | Аляска Кид                          | Фифи / Коко             |